# تشارلز كوبر الثاني
تشارلز برادفورد «براد» كوبر الثاني (بالإنجليزية: Charles Bradford "Brad" Cooper II)‏ (مواليد 1967)  هو نائب أدميرال بحري في بحرية الولايات المتحدة. يشغل حاليًا منصب قائد القيادة المركزية للقوات البحرية الأمريكية وقائد الأسطول الخامس للولايات المتحدة وقائد القوات البحرية المشتركة.  شغل سابقًا منصب قائد القوات البحرية السطحية الأطلسية، وقبل ذلك شغل منصب رئيس الشؤون التشريعية في البحرية الأمريكية.